# Бела застава
Бела застава је знак који истичу појединци или војне јединице у време оружаног сукоба са сврхом да се прекине ватра ради вођења преговора или предаје противнику. То је знак који заштићује прговараче у току извршавања задатка.
Белу заставу прихватило је обичајно, као и уговорно међународно ратно право (Правилник о вођењу рата на копну, уз IV хашку конвенцију из 1907. године).
Злоупотреба беле заставе (као знака обуставе борбе) забрањена је правилима међународног права.